# Distrito electoral de King (condado de Cherry, Nebraska)
King (en inglés: King Precinct) es un distrito electoral ubicado en el condado de Cherry en el estado estadounidense de Nebraska. En el Censo de 2010 tenía una población de 39 habitantes y una densidad poblacional de 0,08 personas por km².

## Geografía
King se encuentra ubicado en las coordenadas 42°21′7″N 101°53′2″O / 42.35194, -101.88389. Según la Oficina del Censo de los Estados Unidos, King tiene una superficie total de 486.78 km², de la cual 480.18 km² corresponden a tierra firme y (1.35%) 6.59 km² es agua.

## Demografía
Según el censo de 2010, había 39 personas residiendo en King. La densidad de población era de 0,08 hab./km². De los 39 habitantes, King estaba compuesto por el 100% blancos, el 0% eran afroamericanos, el 0% eran amerindios, el 0% eran asiáticos, el 0% eran isleños del Pacífico, el 0% eran de otras razas y el 0% pertenecían a dos o más razas. Del total de la población el 0% eran hispanos o latinos de cualquier raza.